# 李超伯
李超伯（1919年—1983年），原名李封山，男，山西平遥人，中华人民共和国政治人物。

## 生平
早年参加抗日战争，任平遥县牺盟会政治干事，后任南武东办事处主任、太行六专署建设科科长。第二次国共内战期间，担任河南商邱市市长，第二野战军后勤部财经处副处长，南京市贸易总公司经理。
中华人民共和国成立后，任川南财委秘书长，西南财委副秘书长兼统计局局长，国家统计局工业统计司司长、国家统计局副局长，化学工业部部长助理兼办公厅主任。1960年，任化学工业部副部长。1964年，任物资管理部副部长。1966年11月，任西北三线建设委员会委员，1972年，任兰州化学工业公司党委书记。1977年5月，任中共甘肃省委书记。1978年，再任国家建委副主任，国务院环境保护领导小组办公室主任。